# 순재생산율
순재생산율(Net reproduction rate, NPR)이란 어느 세대의 어머니가 된 여자 수에 대한 다음 세대에 어머니가 될 여자 수의 비율에 각각 임신할 수 있는 동안에 사망으로 감소되는 것을 반영한 비율로, 한사람의 여자가 성인이 될때까지 죽지 않고 자기 대신에 다음 세대의 여아를 몇 사람 낳는가를 나타내는 수치이다. 이 비율은 장래 인구의 증감을 나타내는데, 1을 기준으로 1보다 크면 인구는 늘고 1보다 작으면 인구가 주는 것으로 본다.

## 같이 보기
- 저출산
- 합계출산율